# Liste der Bodendenkmäler in Rüdenau
Auf dieser Seite sind die Bodendenkmäler in der unterfränkischen Gemeinde Rüdenau zusammengestellt. Diese Tabelle ist eine Teilliste der Liste der Bodendenkmäler in Bayern. Grundlage ist die Bayerische Denkmalliste, die auf Basis des Bayerischen Denkmalschutzgesetzes vom 1. Oktober 1973 erstmals erstellt wurde und seither durch das Bayerische Landesamt für Denkmalpflege geführt wird. Die folgenden Angaben ersetzen nicht die rechtsverbindliche Auskunft der Denkmalschutzbehörde.

## Bodendenkmäler der Gemeinde Rüdenau

### Bodendenkmäler in der Gemarkung Rüdenau
| Lage               | Objekt | Akten-Nr.     | Bild |
| ------------------ | --- | ------------- | ---- |
| Rüdenau (Standort) | Archäologische Befunde im Bereich der mittelalterlichen und frühneuzeitlichen Katholischen Pfarrkirche St. Ottilia von Rüdenau. | D-6-6221-0177 |      |